# Marlyse Haessig
Marlyse Haessig (Strasburgo, 2 febbraio 1933) è un'ex cestista francese.

## Carriera
Con la Francia ha disputato due edizioni dei Campionati europei (1952, 1954).